# Michael Noetzel (Politiker, 1925)
Michael Noetzel (* 19. Dezember 1925 in Berlin; † 23. Oktober 2003 ebenda) war ein deutscher Politiker (SPD).
Michael Noetzel legte das Abitur ab. Er beantragte am 21. Januar 1943 die Aufnahme in die NSDAP und wurde zum 20. April desselben Jahres aufgenommen (Mitgliedsnummer 9.499.284). Er wurde 1943 von der Wehrmacht in die Kriegsmarine eingezogen und geriet anschließend in Kriegsgefangenschaft.

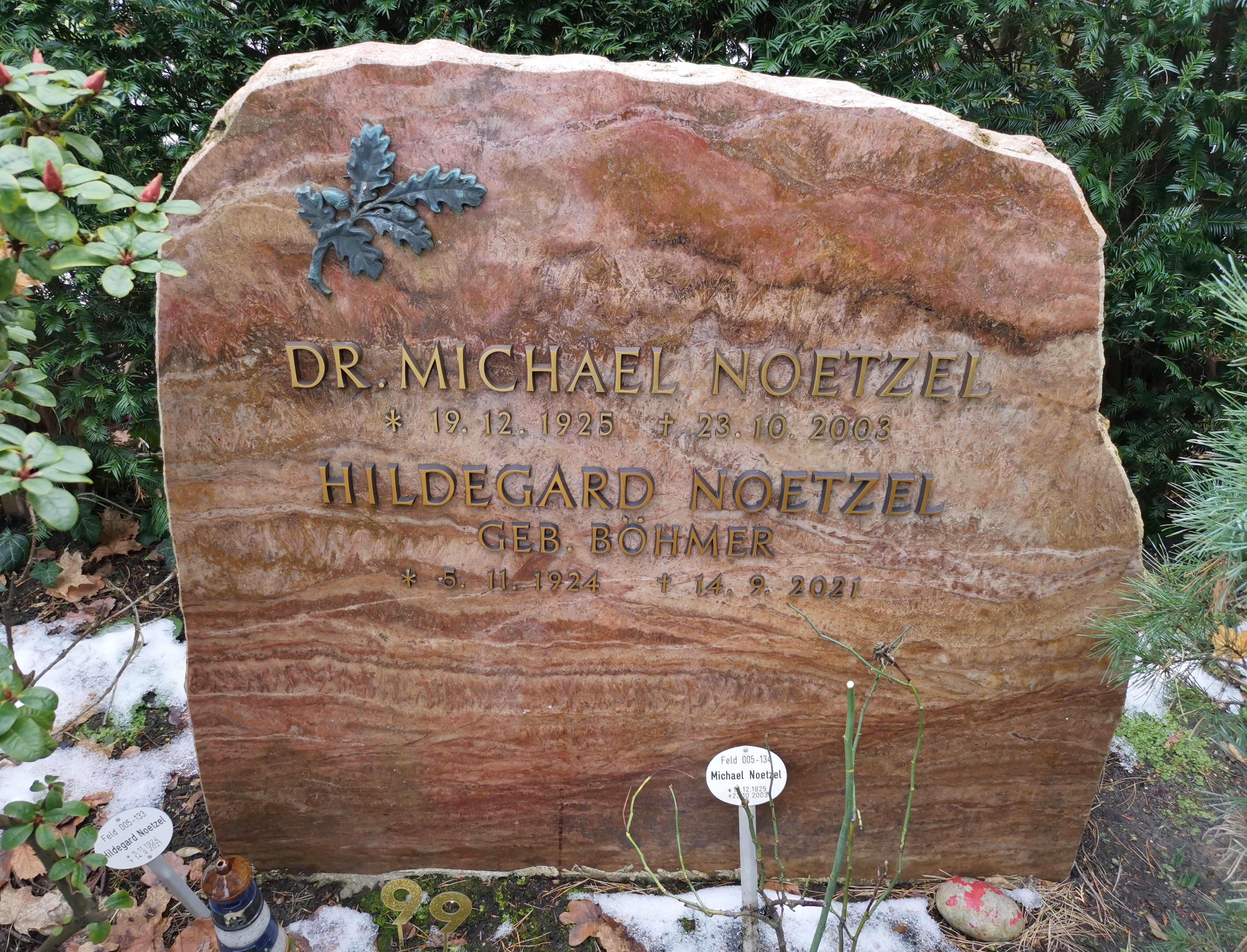
Grab auf dem Friedhof Zehlendorf

Nach dem Zweiten Weltkrieg studierte Noetzel an der Universität Berlin und an der Wirtschaftshochschule Berlin Wirtschaftswissenschaften. 1949 legte er das Diplom als Volkswirt ab und promovierte 1952 zum Dr. rer. pol. Er arbeitete seitdem bei der AOK Berlin in verschiedenen Funktionen, zuletzt als Geschäftsführer der AOK Berlin.
1955 trat Noetzel der SPD bei. Bei der Berliner Wahl 1958 wurde er in die Bezirksverordnetenversammlung im Bezirk Wilmersdorf gewählt. Drei Jahre später rückte er in das Abgeordnetenhaus von Berlin nach, da Günter Klein Bundestagsabgeordneter wurde. 1971 schied Noetzel aus dem Parlament aus.
Michael Noetzel ist auf dem Friedhof Zehlendorf in Berlin bestattet (Feld 005-134).